# Rinus Michels
Rinus Michels (Amsterdam, 9. veljače 1928. – Aalst, 3. ožujka 2005.) bio je nizozemski nogometaš i trener. Puno poznatiji je kao nogometni trener, nego igrač. FIFA ga je proglasila "nogometnim trenerom stoljeća" 1999. godine. Izumio je taktičku nogometnu teoriju zvanu totalni nogomet.
Odrastao je u blizini Olimpijskog stadiona u Amsterdamu, koji je sagrađen iste godine kada je i on rođen i na kojem su te iste godine 1928., održane Olimpijske igre. Zbog Drugog svjetskog rata i velike gladi u Nizozemskoj, morao je pričekati s ozbiljnijim igranjem nogometa.

## Klupska karijera
Za Ajax je igrao na poziciji napadača od 1946. do 1958. U 264 nastupa postigao je 122 gola. U prvom nastupu, Ajax je pobijedio 8-3, a Michels je postigao 5 golova. Isticao se snagom i igrom glavom te napornim radom. Tehničke sposobnosti bile su mu slabija strana. Karijeru je prekinuo, zbog ozljede. S Ajaxom kao igrač osvojio je dva nizozemska prvenstva 1947. i 1957. Za nizozemsku nogometnu reprezentaciju, odigrao je 5 utakmica, u svima su izgubili s velikom gol-razlikom.

## Trenerska karijera
Bio je trener amaterskih momčadi 5 godina. Postao je trener Ajaxa 1965. godine. S klubom je osvojio 4 nizozemska prvenstva i 3 kupa u 6 godina. Ajax je izgubio u finalu Kupa prvaka 1969. godine, a od 1971. do 1973., tri puta zaredom bio je pobjednik Kupa prvaka (Michels je bio trener Ajaxa do 1971). Michels je uveo moderan pristup nogometu, nazvan totalni nogomet te korištenje offside zamki. Ajax je igrajući totalni nogomet ostvario neke povijesne nogometne rekorde, ostvarivši sve pobjede na domaćem terenu (46-0-0) u sezonama 1971./72. i 1972./73., te doživjevši samo jedan poraz u cijeloj sezoni 1971./72. (Ajax je 1972. godine osvojio nacionalno prvenstvo i Kup, Kup prvaka, Europski Superkup i Interkontinentalni kup). U sezoni 1966./'67. postigli su 122 gola, što je i dalje rekord nizozemske lige. Glavni igrači Ajaxa bili su Johan Cruijff i Johan Neeskens. Iako je Cruijff po vokaciji bio središnji napadač, lutao je po svim dijelovima terena, iskačući ondje gdje je mogao nanijeti najviše štete protivničkoj momčadi. Cruijffovi suigrači prilagodili su se njegovim kretanjima, konstantno izmjenjujući pozicije tako da su taktičke uloge unutar momčadi uvijek bile pokrivene. Glavne taktičke zamisli Rinusa Michelsa bile su: konstantno izmjenjivanje pozicija i stvaranje prostora, dolazak u prostor i organiziranje prostorne arhitekture na nogometnom terenu.
Bio je trener Barcelone od 1971. do 1975. S njime su u Barcelonu došli i Johan Cruijff i Johan Neeskens. Osvojio je jedno španjolsko prvenstvo 1974. te jedan španjolski kup. Michels, Cruijff i Neeskens bili su vrlo popularni i otvorili su vrata drugim Nizozemcima, koji su postali treneri i igrači Barcelone.
Nizozemski nogometni savez imenovao je Michelsa izbornikom na Svjetskom prvenstvu 1974. Većina njegove reprezentacije bila je sastavljena od igrača Ajaxa i Feyenoorda. Tijekom turnira, Nizozemska je dominirala protiv svojih protivnika, porazivši Argentinu (4:0), Istočnu Njemačku (2:0) i Brazil (2:0), da bi se u finalu sastala s domaćinom Zapadnom Njemačkom. Do finala imali su 5 pobjeda i 1 neodlučeni uz gol-razliku 14:1. U finalu poveli su nakon samo 80 sekundi igre, dok Nijemci nisu ni dotaknuli loptu, ali su na kraju izgubili 1-2. 
Vodio je reprezentaciju Nizozemske na Europskom prvenstvu 1988., kada su postali prvaci. Igrali su stilom, koji su mnogi označili totalnim nogometom. Ključni igrači bili su Marco van Basten, Ruud Gullit i Frank Rijkaard. U polufinalu su pobijedili domaćina Zapadnu Njemačku i osvetili im se za finale SP-a 1974. U finalu pobijedili Sovjetski Savez. Na toj utakmici Marco van Basten zabio je spektakularni gol iz voleja.
Rinus Michels bio je znan kao štedljiva osoba, imao je visok kvocijent inteligencije, puno je čitao. Često se šalio, ponekad je izvodio i smiješne nepodopštine. Imao je nadimak "General", jer je jednom izjavio da je profesionalni nogomet sličan ratu.
Umro je u bolnici 2005., nakon operacije srca. Dobio je brojna visoka nizozemska odličja. Godine 1999., FIFA ga je proglasio najboljim nogometnim trenerom 20. stoljeća, a Nizozemski nogometni savez najboljim nizozemskim nogometnim trenerom 20. stoljeća. 
Nizozemski nogometni savez je 2004. utemeljio nogometnu nagradu koja nosi njegovo ime.